# Битка код Маркелија
Битка код Маркелија вођена је 792. године код Маркелија, близу данашњег града Карнобата у Бугарској између војске Византијског царства са једне и бугарске војске са друге стране. Битка је део Византијско-бугарских ратова, а завршена је победом Бугара.

## Увод
У последњој четвртини 8. века, Бугарска је успела да преброди унутрашњу кризу након завршетка владавине династије Дуло. Канови Телерик и Кардам су успели да учврсте централну власт стављајући тачку на међуплеменске борбе. Бугари су коначно имали прилику да појачају своју кампању у Македонији и анекстирају цео регион у састав своје државе. Године 789. они су продрли дубоко у долину реке Струме наневши тежак пораз византијском стратегу Тракије. Цар Константин VI започиње кампању у северној Тракији у априлу 791. године. Војске су се сукобиле код тврђаве Проват и Византинци су поражени, али их то није спречило да наредне године обнове кампању.

## Битка
У лето наредне године, Константин је подузео нов поход и 20. јула се сукобио са Бугарима под Кардамом у близини граничног замка Маркелија. Бугари су изградили бедеме блокирајући путеве до Ришког превоја и престонице Плиске због чега је Константин оклевао у нападу. Напад је извршен крајем јула. Непосредно пред почетак битке, бугарски кан је тајно поставио део коњице иза брда која окружују бојно поље.
Налет византијских јединица је, због неравног терена, завршен неуспехом. Искористивши ту грешку, Кардам је наредио противнапад који је донео Бугарима велики успех. Бугари су освојили византијски логор и прогонили Константина све до Цариграда. Многи византијски официри су настрадали у бици.

## Последице
Због пораза у бици код Маркелија, Константин је приморан на плаћање данка. Четири године касније цар је прекинуо исплату данка што је довело до новог сукоба који је завршен без веће битке. Борбе против Византије наставио је Кардамов наследник Крум. Победа је имала и велики политички значај јер је, деценијама након превазилажења кризе, Византија поново натерана на плаћање данка. У 9. век Бугарска улази јача и организованија што ће омогућити даље Крумове победе.